# Vol Aeroflot 1492
Le 5 mai 2019, un Soukhoï SuperJet 100 effectuant le vol Aeroflot 1492 entre l’aéroport de Moscou-Cheremetievo et l'aéroport de Mourmansk, en Russie, subit un impact de foudre peu après son décollage de Moscou. L'impact provoque une panne électrique et l'avion retourne vers l'aéroport pour un atterrissage d'urgence. L'avion rebondit à l'atterrissage et touche la piste très durement, provoquant l'effondrement du train d'atterrissage arrière, une fuite de carburant par les ailes et un début d'incendie. Les flammes engloutissent l'arrière de l'avion, tuant 41 des 78 occupants de l'appareil.

## Avion
L'aéronef accidenté était un Sukhoi SuperJet 100. Il a volé pour la première fois en juin 2017 et avait été livré à Yamal Airlines, filiale d'Aeroflot, en avril 2018. L’appareil portait l’immatriculation RA-89098 et le MSN 95135.

## Accident

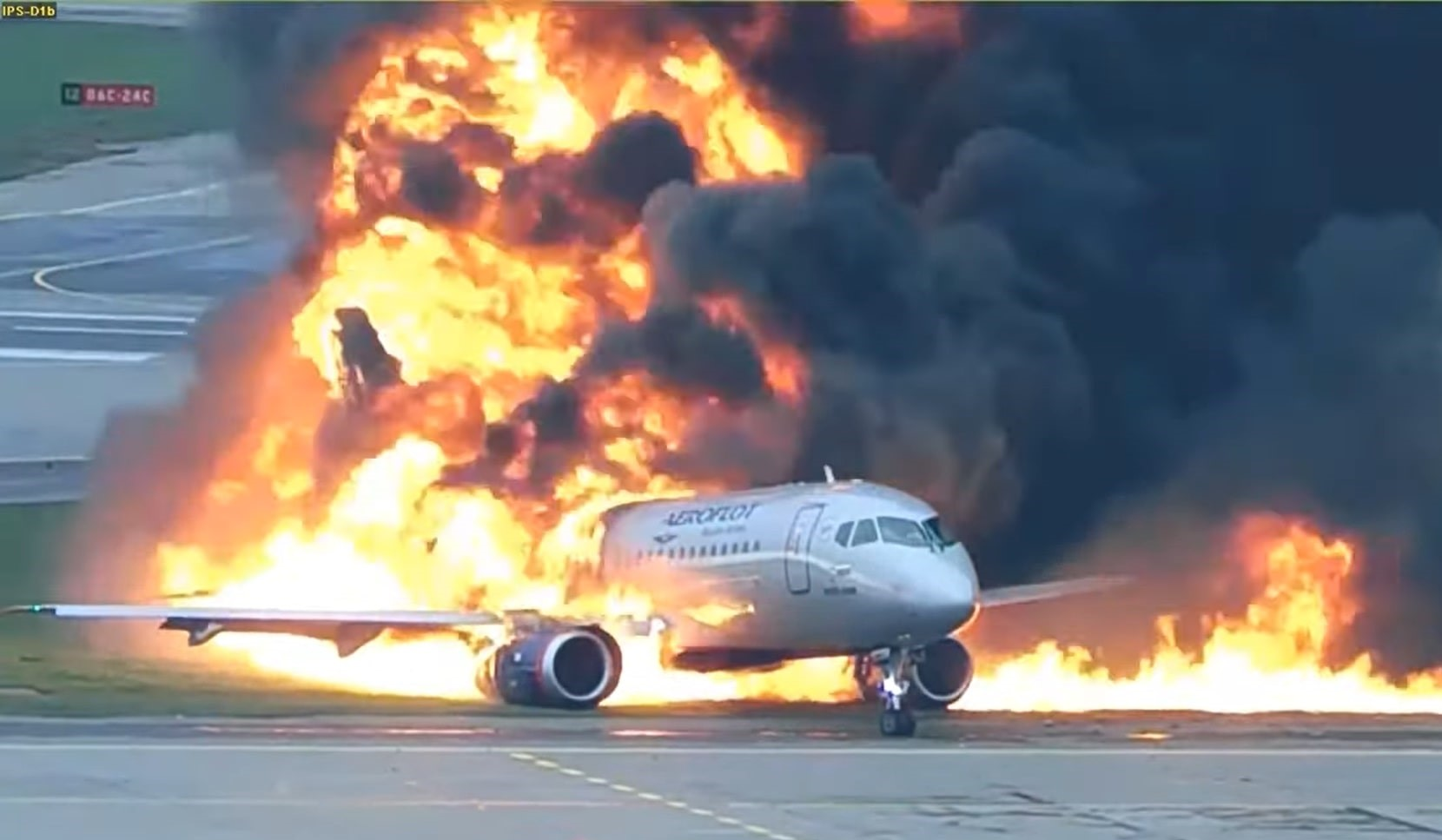
Images de vidéosurveillance du vol 1492 en flamme, immédiatement après l'atterrissage.

Le Soukhoï SuperJet 100 effectue un atterrissage d'urgence après son décollage de l'aéroport Cheremetievo de Moscou (Russie). Selon les premiers témoignages de passagers, l’avion aurait été frappé par la foudre après le décollage. 
Les images disponibles laissent entendre que le feu se serait déclaré peu après l'impact. Le commandant de bord met en cause la foudre qui a détruit une partie des équipements de bord, causant également la perte de contact radio avec la tour de contrôle. 
L’atterrissage brutal entraînant une rupture des réservoirs pleins a immédiatement enflammé l'appareil,,. Une vidéo est disponible.

## Passagers et équipage
Cinq membres d'équipage et soixante-treize passagers étaient à bord de cet avion. L'équipage était composé du commandant de bord, d'un copilote et de trois membres d'équipage en cabine (PNC). Le commandant de bord, Denis Yevdokimov (42 ans), était titulaire d'une licence de pilote de ligne et totalisait 6 844 heures de vol, dont 1 570 heures sur SuperJet 100. Il avait auparavant était pilote sur Iliouchine Il-76 et plusieurs avions plus petits pour le compte du Service fédéral de sécurité de la fédération de Russie (FSB) (2 320 heures de vol) et sur Boeing 737 chez 
Transaero (2 022 heures de vol). Il était employé par Aeroflot et avait effectué sa transition vers le SuperJet 100 en 2016. Le copilote Maksim Kuznetsov (36 ans) a rejoint Aeroflot en 2017, était également titulaire d'une licence de pilote commercial et avait 773 heures de vol à son actif, dont 623 heures sur SuperJet 100.
Quarante passagers et un des PNC (Maksim Moiseev, 21 ans), assis à l'arrière de l'avion, ont été tués. Quarante des victimes étaient russes et une autre était américaine, et vingt-six d'entre eux résidaient dans l'oblast de Mourmansk, dont une fillette de 12 ans. Un membre d'équipage et deux passagers ont été grièvement blessés, et trois membres d'équipage et quatre passagers légèrement blessés. Les 27 autres passagers sont sortis indemnes de l'avion en flamme.

## Enquête

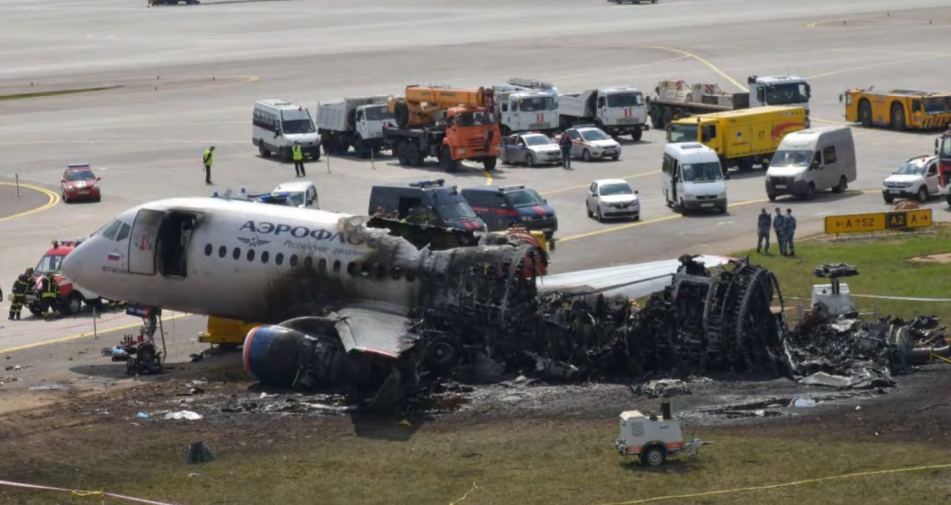
L'épave du vol 1492 après l'incendie.

L'Interstate Aviation Committee (IAC) est chargé d’enquêter sur les accidents dans l’aviation civile en Russie. 
D'après le rapport d'enquête préliminaire publié le 14 juin 2019, l'accident a été déclenché par une panne électrique causée par la foudre qui a frappé l'avion peu après son décollage. Le système électrique principal de l'appareil a été endommagé, ce qui a conduit à une déconnexion temporaire des commandes de vol automatiques. Les pilotes ont dû passer en mode manuel pour contrôler l'avion, une tâche rendue difficile par les conditions de vol instables. 
Lors de l'atterrissage d'urgence à Cheremetievo, l'avion a rebondi plusieurs fois sur la piste avant que le train d'atterrissage arrière ne cède sous l'impact. La rupture du train a provoqué la perforation des réservoirs de carburant, entraînant un important incendie. L'enquête a mis en lumière des erreurs dans la gestion des manœuvres par les pilotes, notamment une vitesse d'approche excessive et une technique inadéquate pour contrôler l'avion après le rebond initial. 
L'incendie qui s'est rapidement propagé à l'arrière de l'avion a entravé l'évacuation des passagers. Seules les sorties de secours situées à l'avant de l'appareil ont pu être empruntées. Des témoignages indiquent que certains passagers ont récupéré leurs bagages à main avant de sortir, ce qui a pu retarder l'évacuation et augmenter le nombre de victimes. L'insuffisance des équipements anti-incendie de l'aéroport et le temps de réaction des secours ont également été critiqués. 
Le 2 octobre 2019, des poursuites judiciaires et accusations criminelles sont portées par les autorités russes à l'encontre du commandant de bord, Denis Evdokimov, qui est inculpé de « violation des règles relatives à la sécurité du trafic et à l'exploitation du transport aérien, entraînant par négligence un préjudice grave à la santé humaine, ayant entrainé la mort de deux ou plusieurs personnes ». En attente de son procès, il risque une peine allant jusqu'à sept ans de prison.
L'enquête officielle de l'Interstate Aviation Committee a conclu que l'accident était le résultat combiné de facteurs techniques, humains et opérationnels. Elle a recommandé des améliorations dans la formation des équipages, une révision des protocoles de gestion des urgences, ainsi qu'une analyse approfondie de la conception du Sukhoi Superjet 100 pour réduire la vulnérabilité à de telles pannes.

#### Rapport préliminaire
- (en) Interstate Aviation Committee, RRJ-95B RA-89098 - Interim Report (Preliminary Reference Information) : On Accident Investigation [« RRJ-95B RA-89098 - Rapport intermédiaire (informations de référence préliminaires) : Enquête sur un accident aérien »] (— également disponible : version originale (russe)), Moscou, Communauté des États indépendants, 14 juin 2019, 92 p. (lire en ligne [PDF]).

### Lectures complémentaires
- (en) Aviation Safety Network, « Accident description - Aeroflot 1492 », sur aviation-safety.net (consulté le 17 novembre 2020).